# Criterio di Dirichlet (matematica)
Nel contesto dell'analisi matematica, il criterio di Dirichlet è un metodo per determinare la convergenza di particolari serie numeriche.

## Enunciato
Siano {\displaystyle \{a_{n}\}} una successione di numeri complessi e {\displaystyle \{b_{n}\}} una successione di numeri reali tali che:
- {\displaystyle b_{1}\geq b_{2}\geq \cdots >0;}

- {\displaystyle \lim _{n\rightarrow \infty }b_{n}=0;}

- {\displaystyle \left|\sum _{n=1}^{N}a_{n}\right|\leq M} per ogni intero positivo {\displaystyle N,} dove {\displaystyle M} è indipendente dalla scelta di {\displaystyle N.}

Allora {\displaystyle \sum _{n=1}^{\infty }a_{n}b_{n}} converge in {\displaystyle \mathbb {C} .}

## Dimostrazione
Sia {\displaystyle A_{n}=\sum _{i=0}^{n}{a_{i}}}, e sia {\displaystyle M\in \mathbb {R} } tale che {\displaystyle M\geq |A_{n}|} per ogni intero non negativo {\displaystyle n.} Allora, fissato un {\displaystyle \varepsilon >0} esiste un intero {\displaystyle N} tale che {\displaystyle b_{N}\leq {\frac {\varepsilon }{2M}}.} Per ogni {\displaystyle N\leq m\leq n} si ha allora, per parti:
{\displaystyle \left|\sum _{i=m}^{n}{a_{i}b_{i}}\right|=\left|\sum _{i=m}^{n-1}{A_{i}(b_{i}-b_{i+1})}+A_{n}b_{n}-A_{m-1}b_{m}\right|\leq M\left|\sum _{i=m}^{n-1}{(b_{i}-b_{i+1})}+b_{n}+b_{m}\right|=2Mb_{m}\leq 2Mb_{N}\leq \varepsilon .}
Quindi, per il criterio di Cauchy, la serie è convergente. Q.E.D.

## Corollari

### Criterio di Leibniz
Il criterio di Dirichlet è una evidente generalizzazione del criterio di Leibniz, dove la successione {\displaystyle \{a_{n}\}} è la successione {\displaystyle (-1)^{n}}.

### Convergenza di una serie di potenze
Sia {\displaystyle \sum {b_{i}z^{i}}} una serie di potenze il cui raggio di convergenza è 1, e sia {\displaystyle \{b_{n}\}} una successione non crescente e infinitesima per {\displaystyle n\to \infty }. Allora la serie di potenze converge in tutti i punti del cerchio {\displaystyle C=\{z\in \mathbb {C} :|z|=1\}} tranne al più in {\displaystyle z=1}.
Sia infatti {\displaystyle \{a_{n}\}=z^{n}}; si ha, per {\displaystyle z\neq 1}:
{\displaystyle |A_{n}|=\left|\sum _{i=0}^{n}{z^{i}}\right|=\left|{\frac {1-z^{n+1}}{1-z}}\right|\leq {\frac {2}{|1-z|}},}
quindi la serie {\displaystyle \sum {a_{i}b_{i}}=\sum {b_{i}z^{i}}} converge per il criterio di Dirichlet.